# 1044
| Calendário gregoriano                                                        | 1044 MXLIV                                            |
| Ab urbe condita                                                              | 1797                                                  |
| Calendário arménio                                                           | 493 – 494                                             |
| Calendário bahá'í                                                            | -800 – -799                                           |
| Calendário budista                                                           | 1588                                                  |
| Calendário chinês                                                            | 3740 – 3741 Início a 1 de fevereiro (aproximadamente) |
| Calendário copta                                                             | 760 – 761                                             |
| Calendário etíope                                                            | 1036 – 1037                                           |
| Calendários hindus - Vikram Samvat - Calendário nacional indiano - Cáli Iuga | 1099 – 1100 965 – 966 4144 – 4145                     |
| Calendário Holoceno                                                          | 11044                                                 |
| Calendário islâmico                                                          | 435 – 436                                             |
| Calendário judaico                                                           | 4804 – 4805                                           |
| Calendário persa                                                             | 422 – 423                                             |
| Calendário rúnico                                                            | 1294                                                  |
| Calendário solar tailandês                                                   | 1587                                                  |

1044 (MXLIV, na numeração romana) foi um ano bissexto do século XI do Calendário Juliano, da Era de Cristo, e as suas letras dominicais foram  A e G (52 semanas), teve início a um domingo e terminou a uma segunda-feira.
No território que viria a ser o reino de Portugal estava em vigor a Era de César que já contava 1082 anos.
| Ano completo                       |
| ---------------------------------- |
| Ano bissexto com início ao domingo |

## Eventos
- Os Abássidas, sob o comando de Abbad III al-Mutamid de Sevilha, tomam Mértola.

## Mortes
- Matilde da Frísia, rainha consorte de Henrique I de França (n.c.1024).